# Achlyonice ecalcarea
Achlyonice ecalcarea är en sjögurkeart som beskrevs av Jakob Gustaf Gösta Theel 1879. Achlyonice ecalcarea ingår i släktet Achlyonice och familjen Elpidiidae. Inga underarter finns listade i Catalogue of Life.